# Curbi
 (juin 2020).
Toby Curwen-Bingley, plus connu sous le nom Curbi, est un disc-jockey britannique né à Halstead le 27 octobre 1998.

## Carrière
Curbi débute en 2013 où il commence à composer des chansons avec le logiciel FL Studio, et les publie sur Soundcloud. En octobre 2013 son titre Emotion est diffusé sur la BBC Introducing, de même pour son titre Clear en janvier 2014. Ses autres musiques Steeper et Dime gagnent en notoriété après avoir été publiées sur le label NoCopyrightSounds. Mi-2015, il signe chez Spinnin' Records et MusicAllStars Management.
En 2015, Discharge, atteint rapidement la 2e place des charts sur Beatport, et d'autres titres tels Rubber ou Hoohah après connaîtront le même succès.

## Discographie

### Singles
- 2013 : Emotion
- 2014 : Clear
- 2014 : Restate
- 2014 : Vain Amity
- 2015 : Dime [NCS]
- 2014 : Friendzoned
- 2015 : Discharge [Spinnin Deep (Spinnin)]
- 2015 : Steeper (avec Ash O'Connor) [NCS]
- 2015 : Rubber [Spinnin Deep (Spinnin)]
- 2015 : Hoohah (avec Fox Stevenson) [Spinnin Records]
- 2015 : Butterfly Effect (avec Bougenvilla) [Spinnin Records]
- 2016 : Fraternité EP [FREE / Spinnin' Premium]
  - Circus
  - Selection A
  - 100 Percent
- 2016 : 51 [Spinnin' Records]
- 2016 : Triple Six [Musical Freedom]
- 2016 : Red Point [Spinnin' Records]
- 2017 : Shinai [Spinnin' Records]
- 2017 : Bruh (avec Mesto) [Musical Freedom]
- 2017 : Dash EP [Spinnin' Records]
  - Equals
  - Funki
  - Insect
  - Some Shots
- 2017 : Let's Go (avec Mike Williams et Lucas & Steve) [Spinnin' Records]
- 2017 : LYM (avec Hasse de Moor) [Heldeep Records]
- 2017 : Rude [Spinnin' Records]
- 2018 : Blow Up [Spinnin' Records]
- 2018 : Booti [Spinnin' Premium]
- 2018 : Get Down (avec Quintino) [Spinnin' Premium]
- 2018 : Polar [Spinnin' Premium]
- 2018 : Imma Show You (avec Hasse de Moor) [Spinnin' Records]

### Remixes
- 2015 : Pep & Rash - Rumors (Curbi Remix) [Spinnin' Remixes]
- 2015 : Showtek, MC Ambush - 90s By Nature (Curbi Remix) [Skink]
- 2016 : Galantis - No Money (Curbi Remix) [Big Beat Records]
- 2016 : Eva Simons & Sidney Samson - Escape From Love (Curbi Remix) [Spinnin' Remixes]
- 2016 : Cheat Codes & Dante Klein - Let Me Hold You (Curbi Remix) [Spinnin' Remixes]
- 2017 : Felix Jaehn ft ALMA - Bonfire (Curbi Remix)
- 2017 : Gramercy - Changes (Curbi Remix) [Armada Music]
- 2017 : The Him ft. LissA - I Wonder (Curbi Remix)